# BG Bank
BG Bank var indtil lukningen i april 2007 en division af Danske Bank A/S, og var som selvstændig bank vurderet som Danmarks tredjestørste.

## Historie
BG Bank havde rødder i Bikuben og i GiroBank A/S, der fusionerede i 1995 og blev til BG Bank A/S.
BG Bank A/S fusionerede i 1998 med Realkredit Danmark. Der blev etableret et fælles holdingselskab Kapital Holding A/S, som senere blev til RealDanmark A/S.
Den 2. oktober 2000 meddelte Danske Bank og RealDanmark i en fælles fondsbørs- og pressemeddelelse, at bestyrelserne i de to selskaber anbefalede en sammenslutning. Fusionen blev godkendt på Danske Banks og RealDanmarks ordinære generalforsamlinger i slutningen af marts 2001 og havde virkning fra 1. januar samme år. 
I praksis er Realkredit Danmark i dag et selvstændigt aktieselskab, hvorimod BG Bank fungerede som et selvstændigt varemærke ("brand"), men med bagvedliggende organisation og teknik som var identisk med Danske Banks. Rationalet er at et selvstændigt image med egne farver, og brug af "bløde" familienormer i marketing kan tale til et andet segment end det mere business-fokuserede image med de de blå logofarver, der er Danske Banks traditionelle særkende.[kilde mangler]
Danske Bank meddelte 31. januar 2007, at BG Bank forsvinder som selvstændig bank med virkning fra 10. april 2007. De fleste af BG Banks filialer blev omdannet til Danske Bank, og resten blev lukket. Dette skete efter at Søren Kaare-Andersen, der hidtil havde været ansvarlig for BG-brandet, flyttede til Roskilde Bank.